# Patricia Norris
Patricia Norris (Los Angeles, Estats Units 1931 - Westlake Village 2015) fou una dissenyadora de vestuari i directora artística estatunidenca, sis vegades nominada a l'Oscar.

## Carrera artística
Va néixer el 22 de març de 1931 a la ciutat de Los Angeles, població situada a l'estat de Califòrnia.
Va morir el 20 de febrer de 2015 a la seva residència de Westlake Village, població situada al comtat de Los Angeles (Califòrnia).
Va començar la seva carrera artística de dissenyadora de vestuari a la dècada del 1970. Participà en produccions de Peter Hyams com Capricorn u (1977); Terrence Malick com Days of Heaven (1978); Blake Edwards com Víctor, Victòria (1982) o Brian De Palma a Scarface (1983). El 1980 començà la seva col·laboració amb David Lynch, pel qual dissenyà el vestuari de L'home elefant, i posteriorment de Vellut blau (1986) on no únicament dissenyà el vestuari sinó que s'encarregà de dissenyar-ne la producció; i també de la producció televisa Twin Peaks, per la qual aconseguí guanyar un premi Emmy al millor vestuari per l'episodi pilot; Carretera perduda (1997) o Una història de debò (1999).

## Premis i nominacions

### Premis Oscar
| Any  | Categoria       | Pel·lícula           | Resultat |
| ---- | --------------- | -------------------- | -------- |
| 1978 | Millor vestuari | Days of Heaven       | Nominat  |
| 1980 | Millor vestuari | L'home elefant       | Nominat  |
| 1982 | Millor vestuari | Víctor, Victòria     | Nominat  |
| 1984 | Millor vestuari | 2010                 | Nominat  |
| 1988 | Millor vestuari | Sunset               | Nominat  |
| 2013 | Millor vestuari | 12 anys d'esclavitud | Nominat  |

### Premis Emmy
| Any              | Categoria                         | Producció   | Resultat   |
| ---------------- | --------------------------------- | ----------- | ---------- |
| Premis Emmy 1990 | Millor vestuari - Sèrie           | Twin Peaks  | Guanyadora |
| Premis Emmy 1990 | Millor direcció artística - Sèrie | Twin Peacks | Nominada   |